# Kepler-452b
Kepler-452b es un exoplaneta que orbita a la estrella Kepler-452 (enana amarilla de tipo G2) identificado por el telescopio Kepler y confirmado oficialmente por la NASA el 23 de julio de 2015, tras registrar varios tránsitos entre el planeta y su estrella. Es el primer cuerpo planetario que cuenta con unas dimensiones similares a las de la Tierra y que orbita dentro de la zona de habitabilidad de una estrella semejante al Sol.
Situado a 1828.49 años luz del sistema solar, una de las sondas más rápidas lanzadas por la humanidad, la New Horizons, tardaría aproximadamente 32.4 millones de años en llegar al planeta.

## Características

### Estrella

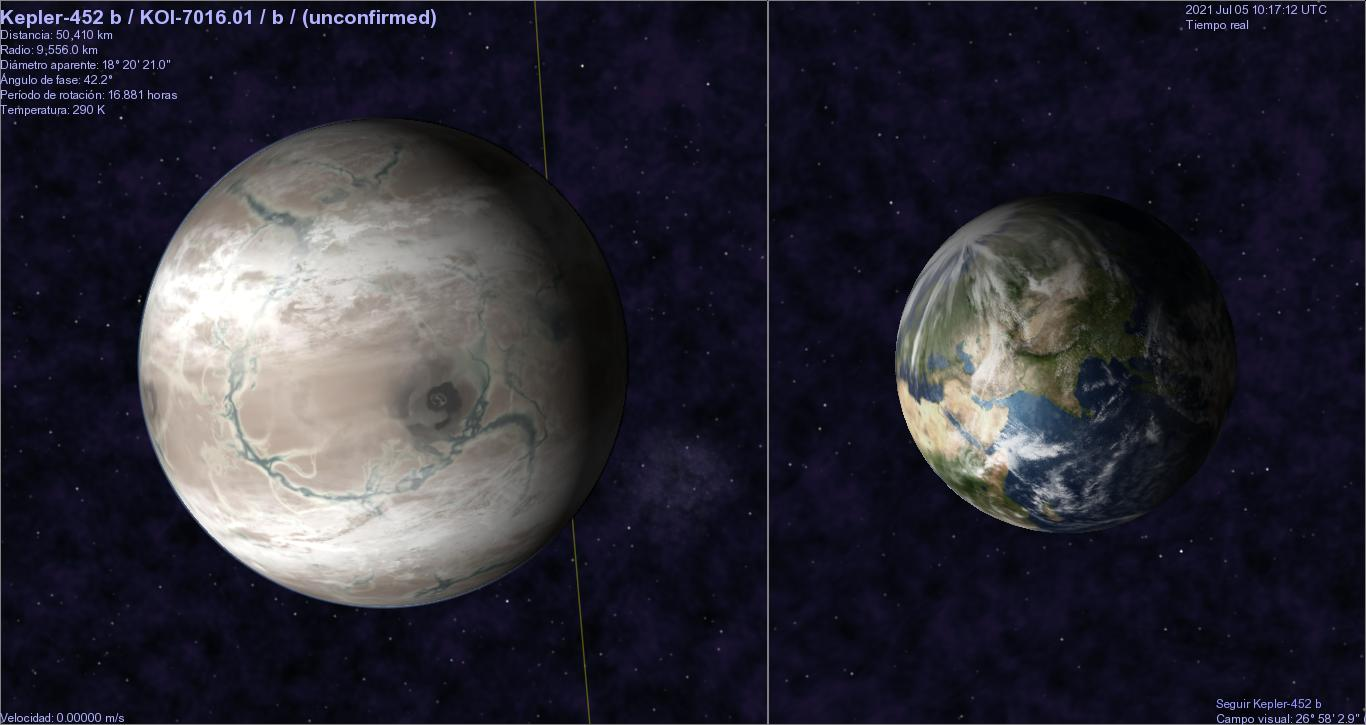
Imagen comparativa entre la representación artística de Kepler-452b y la Tierra

Kepler-452 es una enana amarilla (clasificación estelar tipo G2), con una masa de 1.04 M☉, un radio de 1.11 R☉ y una temperatura superficial de 5484 °C. Su metalicidad, estimada en 0.21, es ligeramente superior a la del Sol, lo que indica una cierta abundancia de elementos pesados (es decir, todos salvo el hidrógeno y el helio). Considerando que el ciclo vital de las estrellas guarda una relación inversa con su masa y luminosidad, y que la edad del sistema se calcula en unos 6000 millones de años, Kepler-452 se aproxima al final de la secuencia principal, que podría abandonar en los próximos 2000 o 3000 millones de años (dado que su luminosidad aumenta con el paso del tiempo, Kepler-452b debería traspasar el confín interno de la zona habitable en unos 300 o 400 millones de años).

### Tamaño y órbita
Con una masa estimada de 4.72 M⊕ y un radio de 1.63 R⊕, Kepler-452b es una supertierra (no obstante, los cálculos de masa en exoplanetas descubiertos por el método de tránsito son meramente especulativos, basándose en una densidad similar a la de la Tierra). Orbita dentro de la zona de habitabilidad de su estrella, levemente desplazado hacia su confín interno al igual que la Tierra, aunque algo más. Como referencia, el indicador «HZD» (distancia respecto al centro de la zona habitable) del exoplaneta es de −0.61 frente a los −0.5 terrestres (−1 representa el borde interno de la zona habitable, 0 su centro y +1 el borde externo). Completa una órbita alrededor de su estrella cada 385 días.

### Temperatura
Por la cantidad de radiación recibida, la temperatura media superficial de Kepler-452b, asumiendo una atmósfera similar a la de la Tierra, sería de 29.35 °C (unos 22 °C por encima de la media terrestre). Es probable que su mayor atracción gravitatoria (un 77 % mayor que la de la Tierra) suponga una atmósfera más densa, que podría aumentar considerablemente su temperatura. Los expertos del PHL de la UPRA estiman que la temperatura media ideal para la vida vegetal se sitúa en torno a los 25 °C y que los planetas con atmósferas más densas favorecen su presencia. Es por ello que asigna un valor de 0.93 en SPH («habitabilidad primaria común» o capacidad para sustentar vida vegetal) a Kepler-452b, frente a los 0.72 de la Tierra.

### Atmósfera
Habitualmente, los planetas cuentan con atmósferas más densas en función de su tamaño. Estudios realizados por el equipo HARPS-N determinan que existe un límite de 6 M⊕ o 1.6 R⊕ que separa a los cuerpos terrestres de los gigantes gaseosos. Kepler-452b se halla justo en el límite y podría ser un planeta similar a la Tierra, un mundo oceánico, un supervenus o un minineptuno. Por el momento, el PHL asigna un valor de 0.3 a su HZA (concentración de gases en la atmósfera) frente a los −0.52 de la Tierra (−1 se asigna a planetas con una atmósfera prácticamente inexistente y +1 a los gigantes gaseosos).
Su masa podría repercutir en una mayor actividad volcánica, que incrementase la concentración de gases de efecto invernadero como el CO2. Esto supondría unas temperaturas muy superiores a las estimadas originalmente, que sometiesen a Kepler-452b a un efecto invernadero descontrolado similar al de Venus. Además, a pesar de que su semieje mayor es superior al de la Tierra (distancia entre el planeta y la estrella, estimado en 1.05 UA), Kepler-452 también es más masiva que el Sol, por lo que recibe un 10 % más de luminosidad de su estrella. Esto favorecería un posible efecto invernadero desbocado en Kepler-452b.

## Comparación
Esta lista refleja la ubicación de Kepler-452b entre los 10 exoplanetas confirmados con mayor IST y sus características principales, en comparación con la Tierra:
| #   | Nombre           | IST  | SPH  | HZD   | HZC   | HZA   | Temp.    | ClaseH        | Dist.     | Año desc.    | Masa     | Radio   | Tipo          | Dur. Año    | TipoE | AncM | Excent. | Edad    |
| --- | ---------------- | ---- | ---- | ----- | ----- | ----- | -------- | ------------- | --------- | ------------ | -------- | ------- | ------------- | ----------- | ----- | ---- | ------- | ------- |
| N/d | Tierra           | 1.00 | 0.72 | -0.50 | -0.31 | -0.52 | 7.2 °C   | Mesoplaneta   | 0         | Prehistórico | 1 M⊕     | 1 R⊕    | Terrestre     | 365.26 días | G     | No   | 0.02    | 4.57 Ga |
| 1   | Kepler-438b      | 0.88 | 0.50 | -0.94 | -0.17 | -0.49 | 37.45 °C | Mesoplaneta   | 472.9 al  | 2015         | ?        | 1.12 R⊕ | Terrestre     | 35.23 días  | K     | Si   | 0.03    | 4.4 Ga  |
| 2   | Kepler-296e      | 0.85 | 0.75 | -0.87 | -0.16 | 0.04  | 33.45 °C | Mesoplaneta   | 1692.8 al | 2014         | ?        | 1.48 R⊕ | ¿Terrestre?   | 34.14 días  | M     | Si   | 0.10    | 4.2 Ga  |
| 3   | Gliese 667 Cc    | 0.84 | 0.64 | -0.62 | -0.15 | 0.21  | 13.25 °C | Mesoplaneta   | 23.6 al   | 2011         | ≥3.80 M⊕ | ?       | ¿Terrestre?   | 28.14 días  | M1.5V | Si   | 0.02    | 2 Ga    |
| 4   | Kepler-442b      | 0.84 | 0.04 | -0.34 | -0.16 | -0.06 | -2.65 °C | Psicroplaneta | 1115.5 al | 2015         | ?        | 1.34 R⊕ | Terrestre     | 112.31 días | K     | No   | 0.04    | 2.9 Ga  |
| 5   | Kepler-62e       | 0.83 | 0.96 | -0.70 | -0.15 | 0.28  | 28.45 °C | Mesoplaneta   | 1200.3 al | 2013         | ?        | 1.61 R⊕ | ¿Minineptuno? | 122.39 días | K2V   | No   | 0.00    | 7 Ga    |
| 6   | Kepler-452b      | 0.83 | 0.93 | -0.61 | -0.15 | 0.30  | 29.35 °C | Mesoplaneta   | 1402.5 al | 2015         | ?        | 1.63 R⊕ | Supertierra   | 384.84 días | G2    | No   | 0.00    | 6 Ga    |
| 7   | Gliese 832 c     | 0.81 | 0.96 | -0.72 | -0.15 | 0.43  | 21.55 °C | Mesoplaneta   | 16.1 al   | 2014         | 5.40 M⊕  | ?       | Minineptuno   | 35.68 días  | M1.5V | Si   | 0.18    | -       |
| 8   | EPIC 201367065 d | 0.80 | 0.00 | -1.00 | -0.15 | 0.06  | 48.95 °C | Mesoplaneta   | 146.8 al  | 2015         | ?        | 1.52 R⊕ | ¿Supervenus?  | 44.56 días  | M0.2  | Si   | 0.00    | 1 Ga    |
| 9   | Kepler-283c      | 0.79 | 0.85 | -0.58 | -0.14 | 0.69  | 17.95 °C | Mesoplaneta   | 1741.7 al | 2014         | ?        | 1.81 R⊕ | Minineptuno   | 92.74 días  | K     | Si   | 0.00    | -       |
| 10  | Tau Ceti e       | 0.78 | 0.00 | -0.92 | -0.15 | 0.16  | 49.75 °C | Mesoplaneta   | 11.9 al   | 2012         | 4.29 M⊕  | ?       | ¿Supervenus?  | 168.12 días | G8.5V | No   | 0.05    | 5.8 Ga  |

## Observación y exploración
Ryan Weed de Positron Dynamics dice que con una nave espacial acelerando a 1 g constante hasta una velocidad de 0.9995 c y debido a la dilatación del tiempo podríamos alcanzar Kepler-452b en 12 años, aunque desde la perspectiva de la Tierra habrían pasado 1500 años.

## Galería
| |
| Diagrama de la órbita de Kepler-452b dentro del sistema de Kepler-452, en comparación con el sistema solar interior y el sistema de Kepler-186, y sus respectivas zonas habitables proyectadas. |

| |
| Concepción artística, compara la Tierra (izquierda) con Kepler-452b, que es aproximadamente un 60 por ciento más grande en diámetro. |

| |
| Comparación de los pequeños planetas encontrados por Kepler en la zona habitable de sus estrellas. |